# جزیره ماکائولی
جزیره ماکائولی (به لاتین: Macauley Island) یک جزیره در نیوزیلند است که در اقیانوس آرام واقع شده‌است.

## خصوصیات
جزیره ماکائولی Uninh نفر جمعیت دارد و ۲۳۸ متر بالاتر از سطح دریا واقع شده‌است.